# Admetula atopodonta
Admetula atopodonta is een slakkensoort uit de familie van de Cancellariidae. De wetenschappelijke naam van de soort is voor het eerst geldig gepubliceerd in 1986 door Petit & Harasewych.